# Federico Sforza
Federico Sforza (né le 20 janvier 1603 à Rome, alors la capitale des États pontificaux et mort le 24 mai 1676 à Rome) est un cardinal italien du XVIIe siècle. Il est un petit-neveu des cardinaux Guido Ascanio Sforza di Santa Fiora (1534) et Alessandro Sforza (1565) et le cousin du cardinal Alessandro Orsini (1615). Un autre parent est le cardinal Francesco Sforza (1583). Federico Sforza est prince de Valmontone.

## Biographie
Federico Sforza est protonotaire apostolique, gouverneur de Terni, gouverneur de Césène en 1626 et vice-légat pontifical à Avignon de 1637 à 1645. Le pape Innocent X le crée cardinal lors du consistoire du 6 mars 1645. En 1646 il est élu évêque de Rimini et transféré en 1675 à Tivoli. 
Il participe aux conclaves de 1655, 1667 et 1669-1670. En 1659 et 1660, il est camerlingue du Sacré Collège.

## Succession apostolique
Federico Sforza a ordonné les évêques suivants :
- Archevêque Cesare Argelli (1647)
- Archevêque Francesco De Marini (it) (1655)
- Évêque Juan de Paredes, C.R.S.A. (1655)
- Évêque Siro Straserra, C.R. (1655)
- Évêque Giovanni Battista Monti (en) (1655)
- Évêque Francesco Rinuccini (en) (1656)
- Évêque Francesco Caetani (1658)
- Évêque Simone Rau e Requesens (it) (1658)
- Cardinal Marco Galli (1659)
- Évêque Claudio Marazzani (1659)
- Cardinal Camillo Astalli-Pamphili (1661)
- Évêque Ignazio d'Amico (it) (1662)
- Évêque José Ninot y Bardera (ca) (1664)
- Cardinal Federico Baldeschi Colonna (1665)
- Évêque Baltasar Valdés y Noriega (1665)
- Évêque Diego della Chiesa (1665)
- Archevêque Giovanni Battista del Tinto (en), O.Carm. (1666)
- Archevêque Ambrogio Maria Piccolomini, O.S.B. (1666)
- Évêque Francescantonio de Marco (1666)
- Évêque Sisto Maria Pironti, O.P. (1666)
- Archevêque Alfonso Álvarez Barba Ossorio (it), O.Carm. (1669)
- Évêque Alfonso de Balmaseda (ca), O.S.A. (1670)
- Archevêque Martín Ibáñez y Villanueva (it), O.SS.T. (1670)
- Cardinal Carlo Cerri (1670)
- Évêque Ottavio Avio (1670)
- Cardinal Johann Eberhard Nidhard, S.I. (1672)
- Cardinal Frédéric de Hesse-Darmstadt, O.S.Io.Hieros. (1673)
- Évêque Stefano de Gaspare (1673)
- Archevêque Diego de Castrillo (es) (1673)